# Geschiedenis van Bretagne

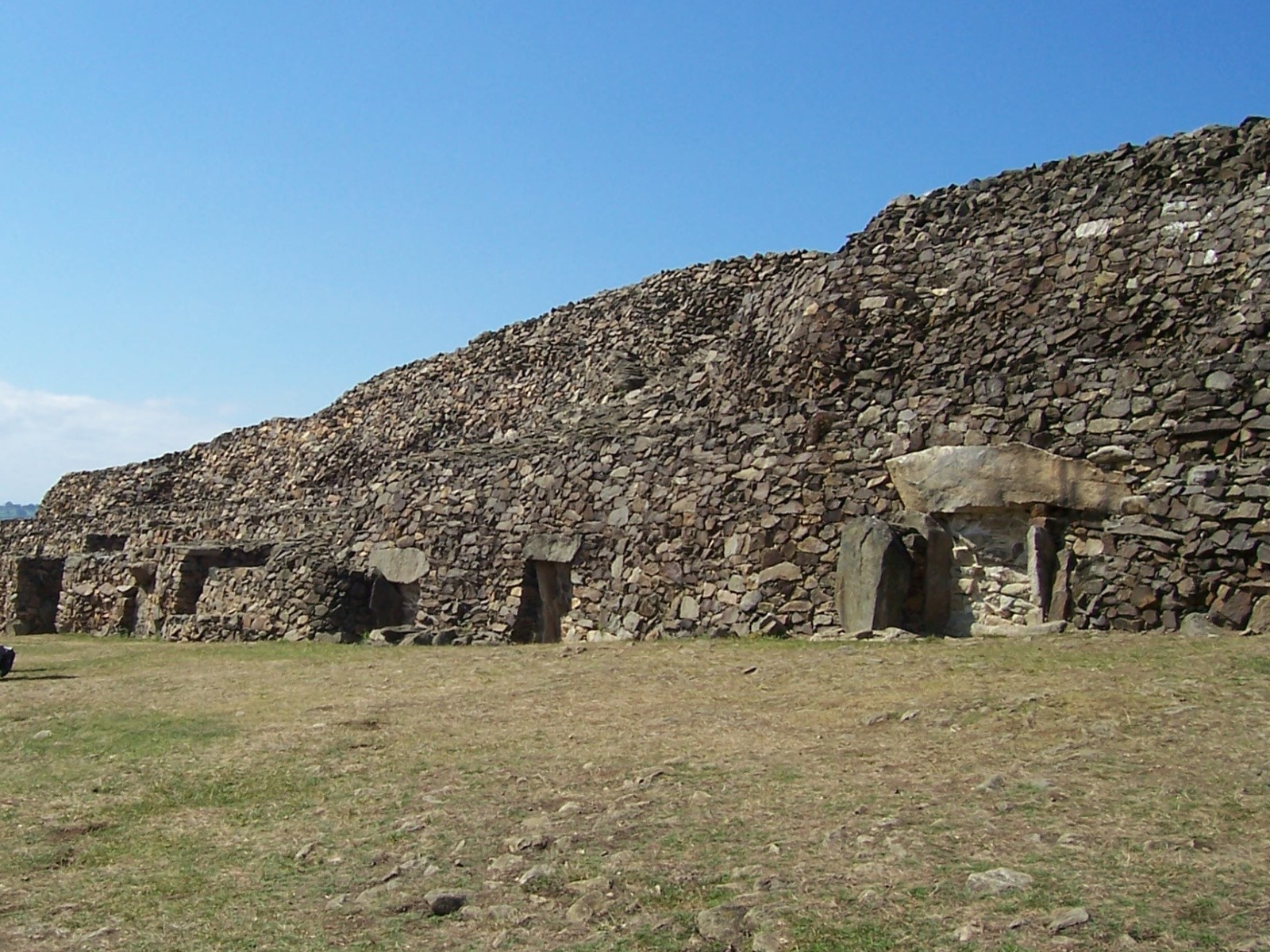
De cairn van Barnenez

Bretagne is een van de meest karakteristieke streken van Frankrijk, zowel door zijn geografische ligging als door zijn lange geschiedenis aan de Europese Atlantische kust, tussen land en zee, tussen Engeland en Frankrijk.
Sinds de oudheid zijn de grenzen van Bretagne vaak veranderd. Door de lagere zeespiegelstand gedurende verschillende glacialen van het pleistoceen was tijdens de prehistorie de kustlijn heel anders dan nu. Op plaatsen die nu onder zeeniveau liggen zijn veel menselijke nederzettingen ontdekt, waarvan sommige wel 50.000 jaar oud zijn.
Tijdens de laatste ijstijd was het zeeniveau ongeveer 100 meter lager dan tegenwoordig. Toen de gletsjers ongeveer 10.000 jaar geleden smolten, steeg het zeeniveau zeer snel. Grote stukken land overstroomden en de huidige kustlijn werd gevormd, met lange smalle inhammen als restanten van de oude door de zee overstroomde rivierdalen.

## Prehistorie (tot 3000 v.Chr.)

### Megalietenbouwers

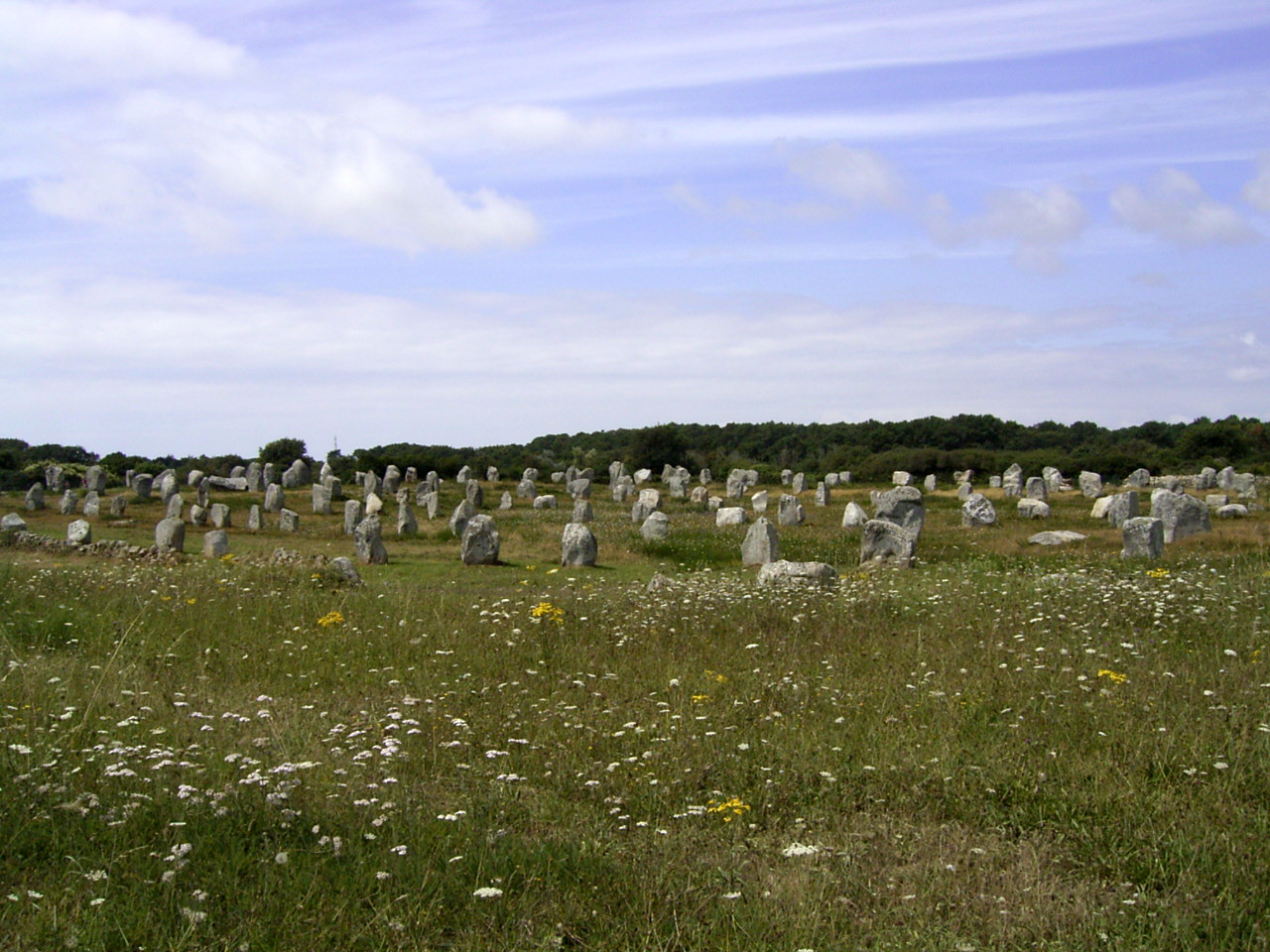
Prehistorische stenen bij Carnac

Rond 5000 voor Christus, bij het begin van het neolithicum, worden de sporen van menselijke aanwezigheid talrijker. De prehistorische mensen bewerkten het land en probeerden hier een bestaan op te bouwen. Ze vervaardigden bijlen en gepolijst graniet, dat ze verhandelden in het Rhônedal, in Zuidoost-Frankrijk en in Engeland.
De sociale organisatie met taakverdeling was in die tijd stabiel, getuigen daarvan zijn de indrukwekkende megalithische monumenten. Sommige megalithische graven of dolmens ("stenen tafel" in het Bretons) hadden de vorm van een grafkamer, die men via een lange gang bereikte; het zijn enorme blokken steen die met een grafheuvel waren bedekt. De oudste dolmen, uit 4600 voor Christus, is de Cairn van Barnenez. De belangrijkste concentratie van dolmens bevindt zich in Carnac. Sommige, zoals de Reus van Locmariaquer, zijn 20 meter hoog.
Minstens even spectaculair zijn de menhirs; imposante, opstaande stenen die waarschijnlijk een religieuze functie hadden in een godsdienst die gericht was op de hemellichamen.

## Oudheid (3000 v.Chr. – 476 n.Chr.)

### De Kelten
Omstreeks 500 voor Christus werd het schiereiland Armorica of 'land van de zee' ingenomen door Kelten. Vijf stammen vestigden zich hier: de Osismen (in Finistère), de Veneti (in Morbihan), de Coriosoliten (in Côtes-d'Armor), de Redones (in Ille-et-Vilaine) en de Namneten (in Loire-Atlantique).
De Kelten woonden in kleine dorpen en versterkte nederzettingen. Het waren landbouwers die ook ijzer bewerkten, munten sloegen en overzeese handel dreven. Het bestuur was in handen van een adel van krijgers en van geestelijken, de druïden. De natuurkrachten schreven ze toe aan verscheidene goden die ze met offers vereerden. Rondtrekkende barden (dichters-muzikanten) bezongen de heldendaden van mythische helden.

### Armorica en de Romeinen

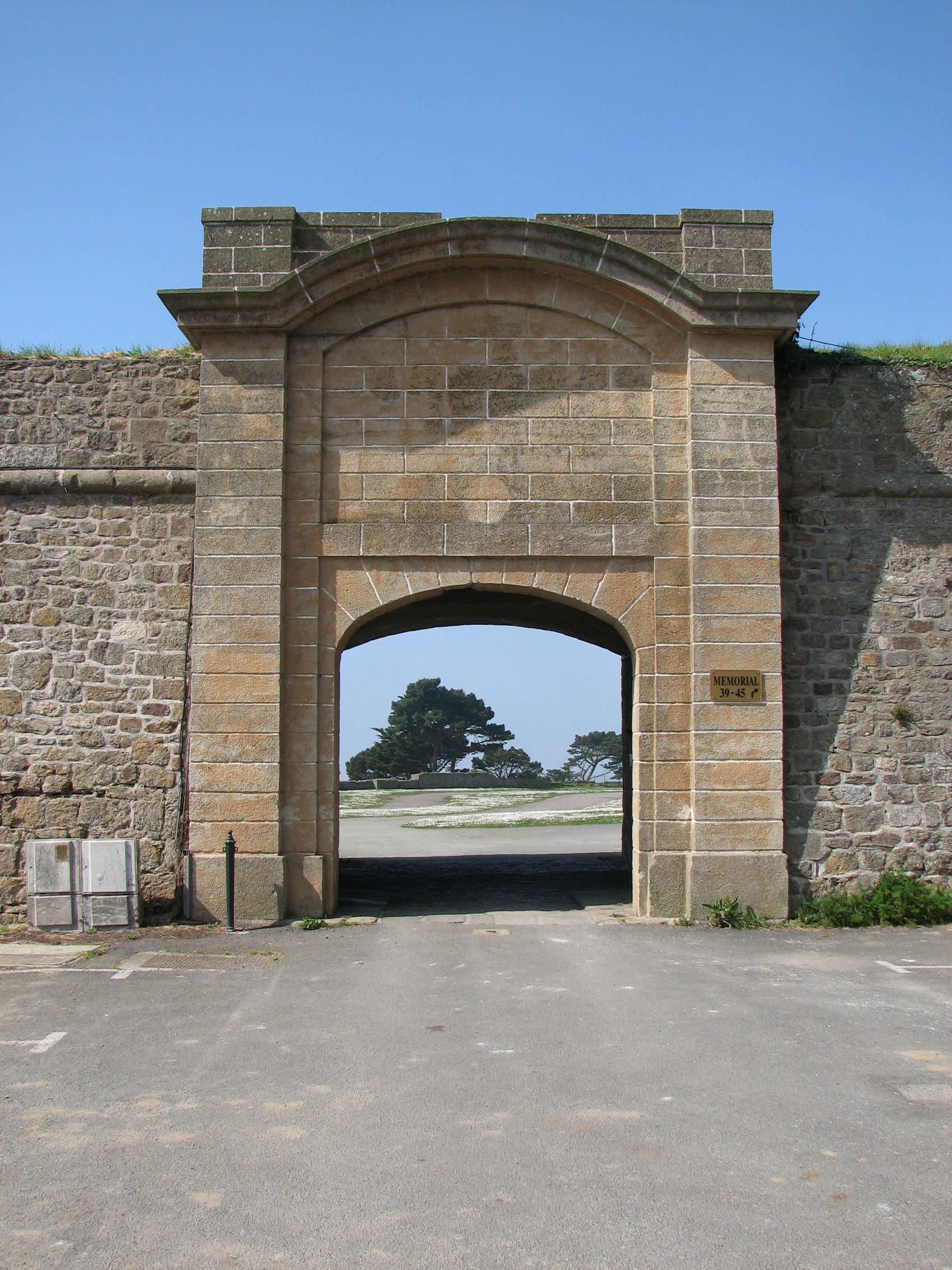
De poort van fort Aleth

In 57 v.Chr. bezetten de Romeinen Armorica en de rest van Gallië. Een jaar later kwamen de Veneti in opstand en verschansten zich op de rotsige klippen van de Atlantische kust. Met moeite wist Julius Caesar hen te verslaan in een zeeslag buiten de Golf van Morbihan. Armorica werd toegevoegd aan de provincie Lugdunensis, en bleef 400 jaar lang onder Romeins bestuur. De provincie werd verdeeld in vijf gebieden, die overeenkwamen met de Keltische stammengebieden. Een wegennet en een paar nieuwe kleine steden, zoals Condate (nu Rennes), Darioritum en Condevincum (nu Nantes) versnelden het proces van romanisering. Terwijl baden, amfitheaters en villa's de invloed van de Romeinse beschaving toonden, werden de Keltische en de Romeinse goden gezamenlijk vereerd. Op het platteland was de Romeinse aanwezigheid, en dus ook hun invloed, gering.
Toen het Romeinse Rijk begon in te storten in de 3e, 4e eeuw, werd het gebied instabiel. Frankische en Saksische piraten plunderden de steden, en de bevolking sloeg op de vlucht. De kustlijn werd onvoldoende beschermd door forten, zoals Aleth (dicht bij Saint-Malo) en Le Yaudet (in Ploulec'h). Bij het begin van de 5e eeuw werd Armorica door de Romeinen aan zijn lot overgelaten.

## Middeleeuwen

### Aankomst van de Britten

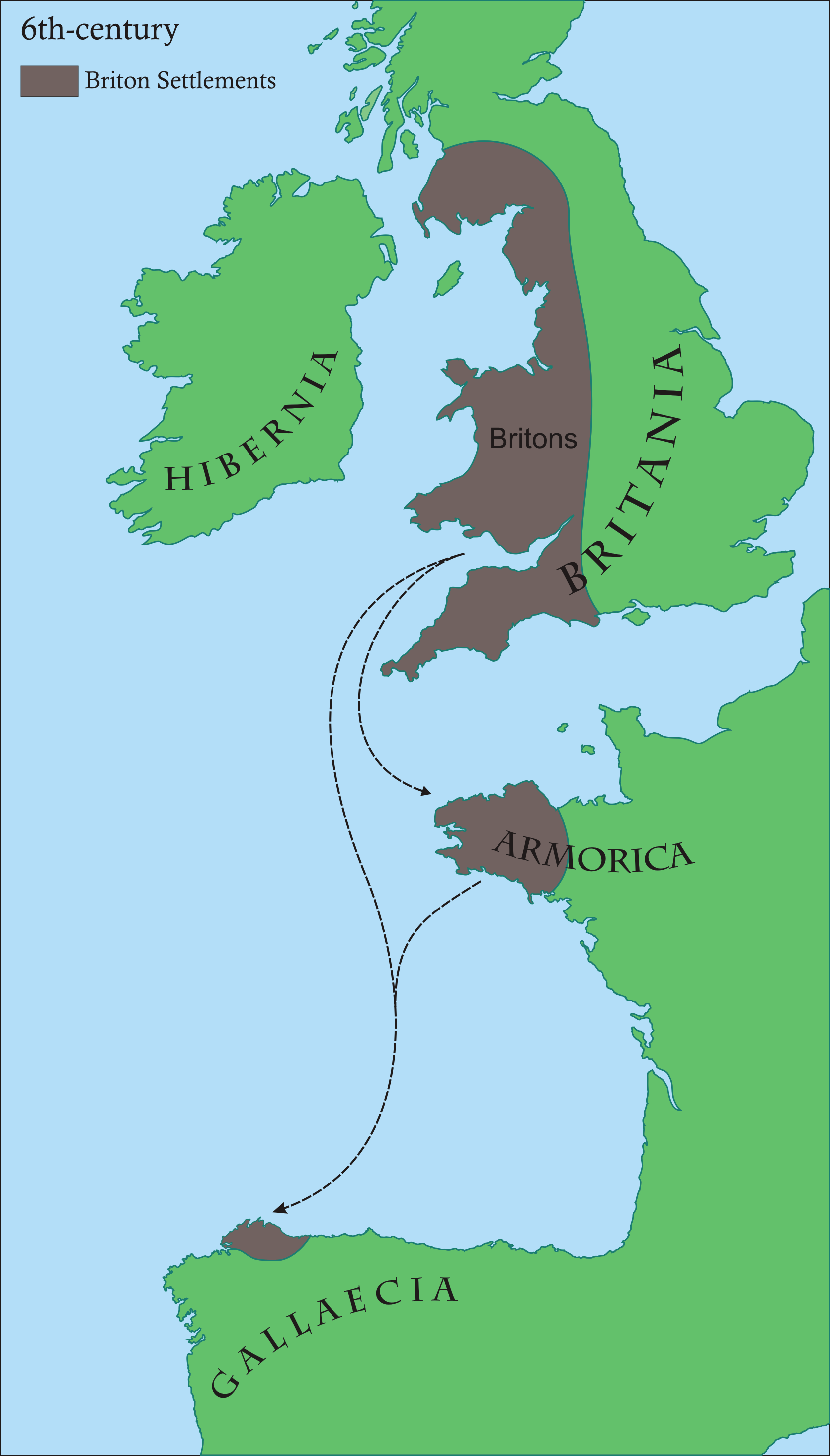
Nederzettingen in de 6e eeuw

Tijdens de 6e eeuw staken grote aantallen Britten (Keltische stam) uit Wales en Cornwall het Kanaal over om zich te vestigen in Armorica, dat ze ‘Klein-Brittannië’ of ‘Bretagne’ noemden. Het was een vredige invasie die 200 jaar duurde. Onder de nieuwkomers waren vele christelijke monniken, die een Keltische variant van het christendom invoerden. Op eilandjes buiten de kust werden geïsoleerde hermitages of kluizenaarshutten gebouwd en de kloosters werden geleid door abten die ook rondtrekkende bisschoppen waren. Onder hen waren Brieuc, Malo, Tugdual (in Tréguier) en Samson (in Dol); met Gildas, Guénolé, Méen en Jacut, die vanaf de 8e eeuw onderwerp van hagiografieën werden. Ze inspireerden de religieuze tradities die nog altijd bestaan; getuigen daarvan zijn de bedevaarten en pardons zoals de Troménie in Locronan.
Zo'n 1500 jaar geleden was Locronan een uniek centrum van Keltische religie. De heilige Ronan zou hier rond 500 tegen het heidendom gepredikt hebben. Met Keltische astronomische referentiepunten was een nemeton aangelegd, een vierzijdig circuit van 12 km, onderbroken door 12 bakens die overeenkwamen met de 12 cycli van de maankalender. Hoewel benedictijner monniken deze Keltische plaats innamen om er een priorij te bouwen, overleefde de omtrek van de heilige route de komst van het christendom. De Keltische astronomische merktekens werden de twaalf stopplaatsen van een processie. Het woord troménie is afgeleid van de Bretonse woorden "tro" (ronde) en "miniby" (kloosterland). De oudste troménie gaat terug tot 1299. De grande troménie zorgt ervoor, dat de pelgrim naar de hemel gaat en staat gelijk aan drie petites troménies.
De Britse immigranten voerden de typisch Bretonse plaatsnamen in. Het voorvoegsel plou (in bv. Plouharnel) of zijn varianten plo, plu of plé, komt van het Latijnse plebs (het gewone volk) en het verwijst naar een gemeenschap van christenen. Lan (zoals in Lannion en Lannilis) staat voor 'klooster'. Tré (zoals in Trégastel), van het oude Britse woord treb, betekent een bewoonde plaats. Ker (zoals in Kermanach), betekent 'hoeve van ...', in dit geval hoeve van Manach. De concentratie van deze plaatsnamen in West-Bretagne, en de frequente namen die op -ac eindigen in het oosten, van het Latijnse acum (zoals in Trignac, Sévignac), duidt op een culturele tweedeligheid. Dit bewijst onder meer de aanwezigheid van twee talen: het Frans en het verwante Gallo, afgeleid van het Latijn, ten oosten van de lijn La Baule-Plouha, en het Keltische Bretons ten westen ervan.

### Het Bretonse koninkrijk
Van de 6e tot de 10e eeuw verdedigde het schiereiland, dat nu Britannia heette, zich met succes tegen de pogingen van de Frankische koningen die Gallië beheersten, om de streek in handen te krijgen. Vele keren vielen de Merovingen Bretagne binnen, maar hun invloed was van korte duur en de Bretons bleven onafhankelijk. Krijgshaftige plaatselijke leiders of onderkoningen zorgden voor het bestuur.
De machtige Karolingische dynastie kon alleen een bufferzone instellen, een zogenaamde mark, die liep van de Baai van Mont Saint-Michel tot aan de monding van de Loire. Vanaf ongeveer 770 werd deze mark bestuurd door Roland, een neef van Karel de Grote.
In de 9e eeuw vestigden de Bretons een onafhankelijk koninkrijk, waarvan de grenzen tot Angers in het oosten, Laval in het zuiden en Cherbourg in het noordwesten liepen. Nominoë, die Karel de Kale versloeg in de Slag bij Ballon in 845, was de eerste koning. Zijn zoon, Erispoë, volgde hem op, maar werd in 857 vermoord door zijn neef Salomon. Diens regering, tot 874, was het hoogtepunt van de Bretonse monarchie. De politieke onafhankelijkheid van Bretagne werd nog versterkt door de geestelijkheid, die zich afzette tegen het bisdom van Tours. Het was een bloeitijd van de benedictijner abdijen, die rijke centra van cultuur waren. Mooie geïllumineerde manuscripten en de historische Cartulaire de Redon zagen het licht.

### De invasie van de Noormannen
Vanaf het einde van de 8e eeuw namen de aanvallen van de Scandinavische Noormannen toe. Ze voeren de Bretonse zeearmen en inhammen in, plunderden steden en kloosters, en zaaiden dood en vernieling. Volledige kloostergemeenschappen vluchtten oostwaarts en namen hun heiligenrelieken mee. Na de moord op Salomon in 874 brak in Bretagne chaos uit. De orde leek weer te keren, toen koning Alain Barbetorte Nantes in 937 heroverde en de Noormannen in 939 bij Trans versloeg. Deze Vikingen vestigden zich in het aangrenzende Normandië en hun plundertochten werden minder talrijk.

### Feodaal Bretagne

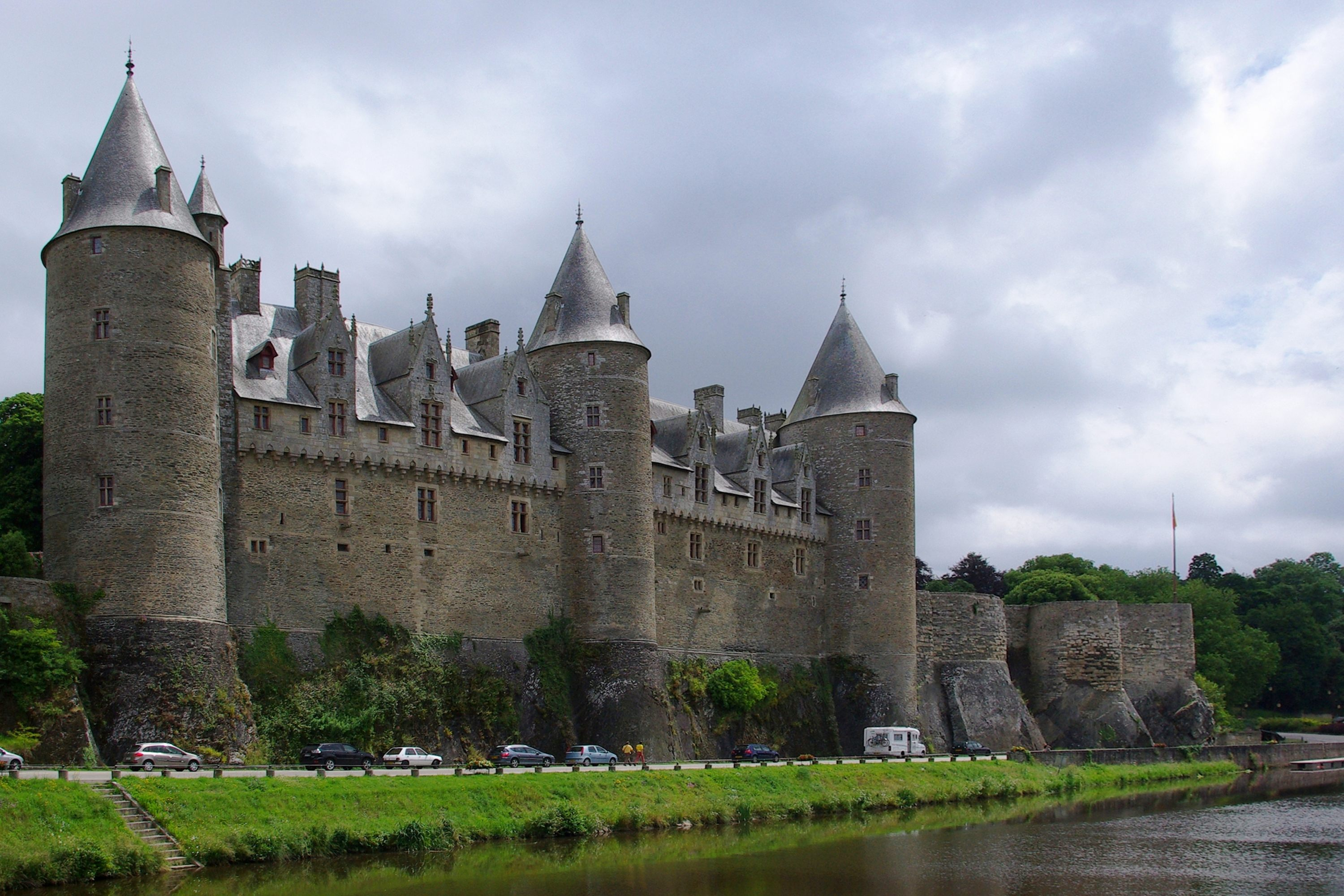
Château de Josselin

Vanaf de 10e tot de 14e eeuw werd Bretagne langzaam een feodale staat. Er bleef enige onafhankelijkheid van de Franse en de Engelse koningen, die beiden op Bretagne aasden. In de 12e eeuw ontsnapte Bretagne, inmiddels een graafschap, ternauwernood aan inlijving bij het Anglo-Angevijnse koninkrijk van de Plantagenets. Willem de Veroveraar, die de Slag bij Hastings in 1066 had gewonnen, had Normandië en Engeland verenigd. Zijn opvolger Henry Plantagenet was tevens graaf van Anjou. In 1156 nam hij Conan IV, graaf van Bretagne, onder zijn hoede. Conans dochter, Constance, moest trouwen met Geoffroy, zoon van de koning van Engeland en broer van Richard Leeuwenhart en Jan zonder Land. In 1203 vermoordde deze laatste Geoffroys zoon, Arthur, en zo kwam Bretagne onder het gezag van de Engelse koning. De Franse koning, Filips II August, dwong vervolgens de halfzuster van Arthur, Alix, te trouwen met een Franse prins, Pierre de Dreux. Bretagne kwam toen als koninklijk leengoed onder de rechtstreekse controle van de Franse Kroon. De graaf van Bretagne betuigde zijn respect aan de Franse koning en zegde hem zijn loyaliteit en steun toe. Ondanks deze ontwikkelingen ontwikkelde zich een eigen Bretonse staat.
In 1297 maakte de Franse koning Filips de Schone van de leenstaat een vazalhertogdom. Hoewel hij als vazal gebonden was aan de Franse koning, zat de graaf (toen hertog) van Bretagne tegen de 13e eeuw stevig genoeg in het zadel om onafhankelijk te worden. Als hertog van Richmond, in Yorkshire, was hij ook vazal van de Plantagenet-koning en zo kon hij een voorzichtige politieke koers varen tussen de twee monarchen.
In Bretagne was zijn autoriteit echter beperkt door de macht van zijn leenheren, die uit hun veilige, onneembare kastelen grote leengoederen beheerden. Onder hen waren bv. de baronnen van Vitré en Fougères, op de grens van Normandië, en de burggraaf van Porhoët, die uit het Château de Josselin over 140 dorpen en 400.000 ha land heerste.

### Het leven in de stad en op het land tijdens de middeleeuwen
De bewoners van het platteland lijken in Bretagne vrediger te hebben geleefd dan in de rest van Frankrijk. In het westen van het schiereiland bestond een ongebruikelijk soort leenbezit dat tot de Franse Revolutie voortduurde. Elk stuk land had twee eigenaars: de ene bezat het land en de andere de gebouwen en de oogst. Geen van beiden kon eruit gezet worden zonder betaling voor de waarde van zijn eigendom. De kleine steden kenden geen zelfstandig bestuur. Ze waren bijna allemaal versterkt, en vele lagen aan een inham. Stadsbewoners leefden vooral van de linnenhandel.
Het feodale Bretagne was zeer religieus. Waar de bevolking groeide en nieuwe gehuchten kwamen, nam ook het aantal parochies toe, met in hun namen het voorvoegsel loc (zoals Locmaria) of ker (zoals Kermaria). Het oude heidense geloof versmolt met de verering van oude Bretonse heiligen; rond hun relieken, vonden pardons en bedevaarten plaats. De bekendste is Tro Breizh, een ronde door Bretagne van ongeveer 650 km, langs heiligdommen in Saint-Malo, Dol, Vannes, Quimper, St.- Pol, Tréguier en Saint-Brieuc.

### Bretonse Successieoorlog

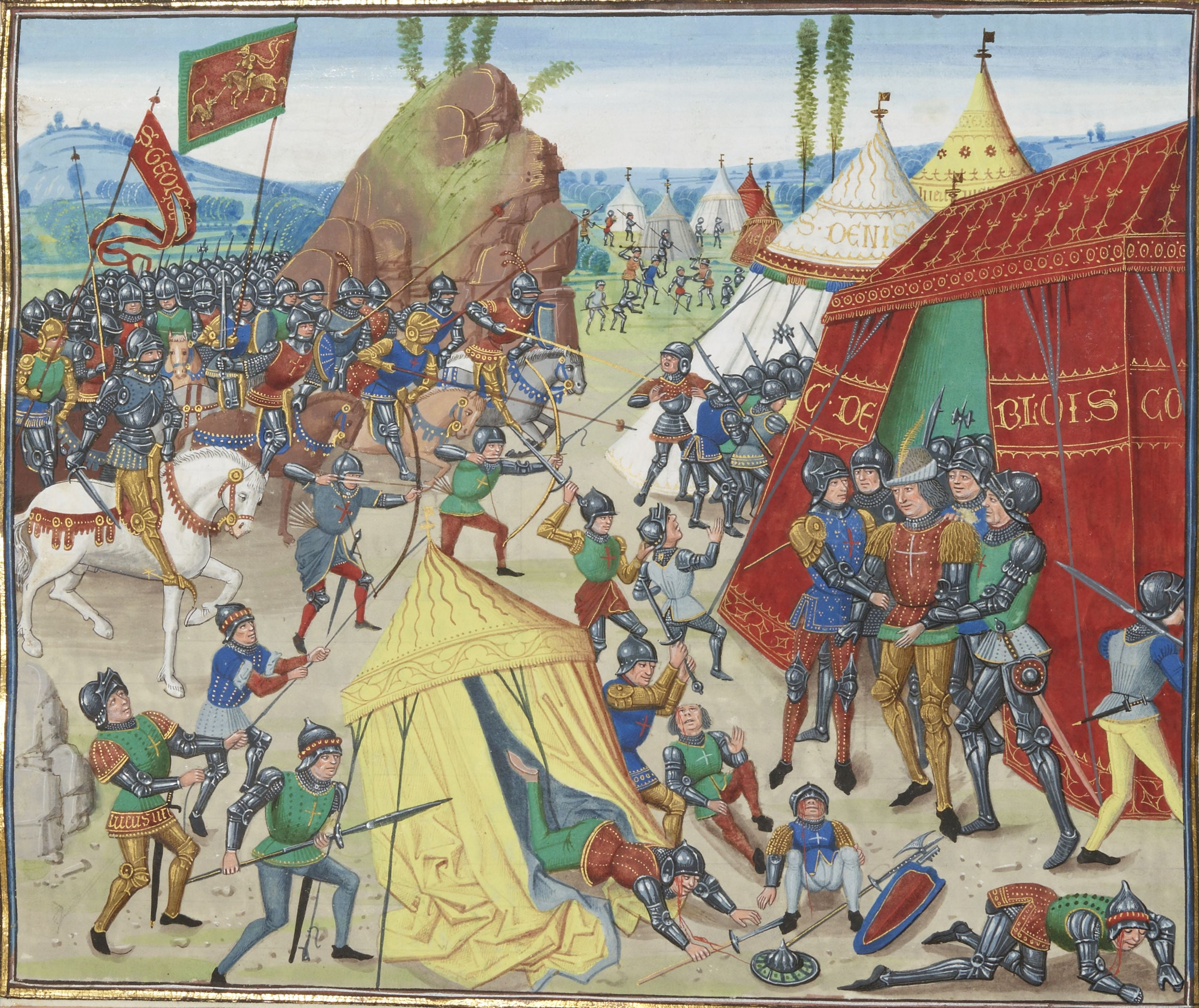
Karel van Blois wordt gevangengenomen tijdens de slag bij La Roche-Derrien (1347)

Van 1341 tot 1364 werd Bretagne geteisterd door de strijd van twee families die het hertogdom Bretagne opeisten. Dit conflict ging deel uitmaken van de Honderdjarige Oorlog (1337-1453) tussen Frankrijk en Engeland. De Fransen steunden Karel van Blois en zijn vrouw Johanna van Penthièvre, de Engelsen Jan van Montfort en zijn vrouw Johanna van Vlaanderen. Deze oorlog, waarbij beide vrouwen nauw waren betrokken, leidde tot opzichzelfstaande incidenten als de Slag van Dertig (1351). De oorlog eindigde met de zege van de Montforts: Karel van Blois werd gedood in de Slag bij Auray (1364) en Bertrand du Guesclin werd gevangengenomen. De overwinning van Jan IV van Montfort werd bekrachtigd met het Verdrag van Guérande. Zijn familie bleef ruim een eeuw de baas in een vrijwel onafhankelijk Bretagne en kon op Engelse steun rekenen om de aspiraties van de Franse koning te dwarsbomen.

## Nieuwe tijd (1453 – 1789)

### Hoogtepunt van de Bretonse staat
In de 15e eeuw kwam de Bretonse staat op het hoogtepunt van zijn macht. De hertog van Bretagne, die de status van vorst had en in de kathedraal van Rennes was gekroond, vestigde zich in Nantes. Omgeven door hovelingen luidde hij een nieuw tijdperk in, waarin kunstenaars werden beschermd en de Bretonse cultuur een belangrijke historische rol kreeg toegedeeld.
Het bestuur (ministerraad, kanselarij, gerechtshof) was verdeeld over Nantes, Vannes en Rennes. Jaarlijks kwamen de Bretonse Staten bijeen om over belastingen te stemmen. Deze ingewikkelde, zware belastingen konden de steeds uitzinniger liefhebberijen van de hertog niet financieren, noch het onderhoud van forten en een leger bekostigen. Maar door zelf de benodigde fondsen te werven kon de hertog de Franse koning op afstand houden.
Vanaf de regering van Jan V (1399-1442) bleef Bretagne betrekkelijk neutraal tijdens de Honderdjarige Oorlog. Hierdoor genoten de Bretons een zekere welvaart. De handel overzee ontwikkelde zich: Bretonse zeelui traden op als bemiddelaars tussen Bordeaux en Engeland en exporteerden zout uit Guérande en linnen uit Vitré, Locronan en Léon. De bevolking van Bretagne, minder zwaar getroffen door de pest dan de rest van Frankrijk, groeide uit tot 800.000 inwoners. Vluchtelingen uit Normandië vestigden zich in het oosten, terwijl veel verarmde exponenten van de lagere adel hun geluk elders in Frankrijk gingen zoeken. Tijdens de Honderdjarige Oorlog vochten aan beide kanten moedige huurlingen. Drie van hen, Bertrand du Guesclin, Olivier de Clisson en Arthur de Richemont, werden hoge militairen in Frankrijk.
De edelen vergrootten hun kastelen en maakten er indrukwekkende residenties van. Er vond echter zedenverval plaats, met als dieptepunt het verderfelijke misbruik van kinderen en de wrede moord op hen, tijdens een satanisch ritueel, door Gilles de Rais, een wapenbroeder van Jeanne d'Arc, in het Château de Tiffauges, vlak bij Nantes.
In de 15e eeuw ontwikkelde zich een typisch Bretonse variant van de gotische bouwstijl, waarin de verfijndheid van de late gotiek werd gecombineerd met de strakheid van graniet.
In 1460 werd de universiteit van Nantes gesticht.

### Einde van de onafhankelijkheid
Frans II van Montfort (1458-1488), een incompetente en ontaarde hertog van Bretagne, stond machteloos tegenover de toenemende koninklijke macht in Frankrijk, waar Lodewijk XI de laatste grote vazallen in 1477 afzette. Bretagne was het enige grote leengoed dat nog moest worden onderworpen. Gedwongen tot oorlog werd Frans II in 1488 verslagen. In het Verdrag van Le Verger werd bepaald dat hij zich zou overgeven aan de koning als zijn opvolger Bretagne ging regeren. Hij stierf kort daarna. Zijn dochter en opvolgster, Anna van Bretagne, was nog geen 12 jaar oud.
Anna van Bretagne huwt met Karel VIII van Frankrijk. Lodewijk XII, die Karel VIII opvolgde, trouwde met Anna volgens een afspraak uit de tijd van haar huwelijk met Karel.

### Bretagne een deel van Frankrijk
De opname van Bretagne in het Franse koninkrijk betekende voor de Bretons geen fundamenteel verschil. Het Verbindingsverdrag van 1532 garandeerde dat hun ‘rechten, vrijheden en privileges’ gerespecteerd zouden worden. De provincie werd namens de koning geregeerd door een gouverneur, die meestal connecties had met vooraanstaande Bretonse families. De belangen van de bevolking werden in principe verdedigd door de Bretonse Staten, een orgaan dat echter niet representatief was, omdat de plattelandsbevolking geen afgevaardigde had. De adel en hoge geestelijken speelden een belangrijke rol.
In de 16e eeuw had Bretagne niet veel te lijden van de Hugenotenoorlogen tussen katholieken en protestanten. Na 10 jaar strijd, van 1589 tot 1598, moest de Heilige Liga zich terugtrekken en tekende Hendrik IV het Edict van Nantes, waarmee de Hugenotenoorlogen na bijna 40 jaar ten einde kwamen.

### Verzet tegen de monarchie

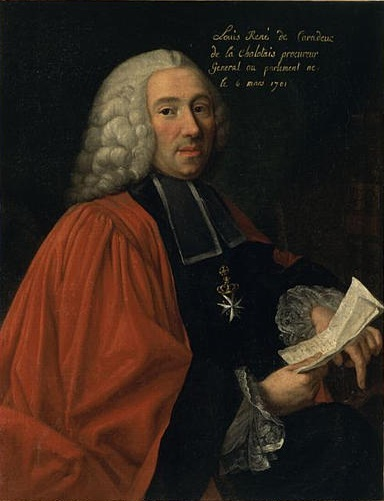
Louis-René de Caradeuc de La Chalotais

In de 17e eeuw werd de koninklijke macht absoluut en ontwikkelde de Franse monarchie zich tot een gecentraliseerd bestuur. Lokale autonomie werd beperkt en de belastingen stegen.
Hierdoor leefde het Bretonse nationalisme opnieuw op, vooral bij de lagere adel. Dit bleef zo tot aan het einde van het ancien régime.
Problematischer voor het koninklijke gezag was het verzet van de Bretonse Staten en het Bretonse parlement tegen de intendant en de gouverneur. Terwijl de Staten zeiden de Bretonse autonomie te verdedigen, steunden ze in feite de belangen van de adel. Van 1759 tot 1770 liepen de spanningen hoog op, met als climax het conflict tussen Louis-René de Caradeuc de La Chalotais, de ambitieuze en populaire algemeen zaakgelastigde van het Bretonse parlement, en de hertog van Aiguillon, de autoritaire Bretonse opperbevelhebber. De 'Bretonse kwestie' verhitte de gemoederen en verstomde pas na de dood van Lodewijk XV, in 1774.

### Bretagnes welvarende havens
Tijdens het ancien régime was Bretagne economisch welvarend. De havens werden druk gebruikt, zowel vanwege Bretagnes opname in Frankrijk als door de nieuwe zeeroutes over de Atlantische Oceaan. Bretagne nam deel aan de ontdekkingsreizen met een expeditie naar Canada door Jacques Cartier uit Saint-Malo (1534-1542). De drie drukste havens waren Saint-Malo, Nantes en Lorient, in 1666 gebouwd als basis voor de Franse Oost-Indische Compagnie. De economische kustactiviteiten werden verstoord door een conflict tussen Frankrijk en Engeland, toen de Engelsen Saint-Malo, Belle-Île en Saint-Cast aanvielen. Vanwege de conflicten liet Colbert rond 1680 een arsenaal in Brest bouwen en versterkte Vauban de kustverdediging.

## Nieuwste tijd (vanaf 1789)

### De Chouans en de revolutie

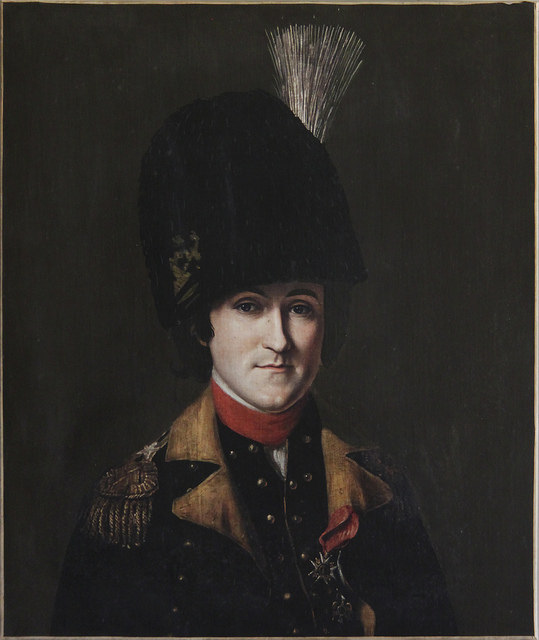
Armand Tuffin de La Rouërie

Tijdens de Franse Revolutie was Bretagne verdeeld in les bleus (de blauwen), die de vernieuwingen aanhingen, en les blancs (de witten), die het ancien régime steunden. Les bleus werden gevormd door de liberale bourgeoisie en bewoners van de West-Bretonse kantons die zich verzetten tegen de adel en de geestelijkheid. Les blancs, edelen en weerspannige geestelijken, waren in Zuid- en Oost-Bretagne in de meerderheid.
In 1792 mislukte de samenzwering tegen de Revolutie van een paar aristocraten onder leiding van Armand Tuffin de La Rouërie, maar toen bevel werd gegeven 300.000 mannen voor de oorlog te ronselen, kwamen de Loire-Atlantique, de Morbihan en Ille-et-Vilaine in opstand. De Chouans, onder leiding van Cadoudal, Guillemot, Boishardy en Jean Chouan, voerden een guerrillaoorlog. De Republikeinen reageerden met terreur: in Nantes werden 10.000 mensen onthoofd of verdronken. Les blancs dolven het onderspit. Het leger van katholieken en koningsgezinden werd in 1793 in Savenay verslagen; pogingen van andere edelen om met Britse hulp naar Bretagne te gaan, werden verijdeld. In juni 1795 nam het republikeinse leger van Hoche 6000 van hen gevangen in Quiberon en bracht 750 mensen om.
De stabiliteit keerde pas weer met de komst van Napoleon Bonaparte, die Kerk en Staat verzoende, prefecten benoemde en militaire controle garandeerde door de aanleg van wegen en garnizoenssteden, zoals Napoléonville in Pontivy. Door de napoleontische oorlogen, tijdens welke de Britten de zeeën beheersten, verarmde Bretagne, ondanks kapers als Robert Surcouf uit Saint-Malo.

### De 19e eeuw
Tijdens de 19e eeuw en de eerste helft van de 20e eeuw stagneerde de economie in Bretagne, ondanks een bloeiende conservenindustrie. De visserij bij IJsland en voor de zogenaamde "Franse kust van Newfoundland" was ook een belangrijk middel van bestaan. Toen dichters, etnologen en folkloristen Bretonse tradities en oude legenden gingen vastleggen, groeide het bewustzijn van Bretagnes Keltische erfgoed. De Bretonse taal, waarvan het gebruik in het openbaar onderwijs tijdens de Derde Republiek (1870-1940) sterk was ontmoedigd, vond vurige aanhangers onder de geestelijkheid.

### Bretagne in de moderne tijd
Na de Tweede Wereldoorlog herstelde Bretagne zich goed. Sinds 1950 heeft het Comité d'Etude et de Liaison des Intérêts Bretons gezorgd voor investeringen en gedecentraliseerde vestigen, zoals een autofabriek van Citroën in Rennes en telecommunicatie in Lannion. Tolvrije autosnelwegen, hogesnelheidstreinen en de aanleg van luchthavens hebben het Bretonse isolement beëindigd. Bretagne is nu een van de populairste toeristenbestemmingen van Frankrijk.